# 필요 생산
필요 생산(영어: Production for use, 必要生産)은 생산 수단을 단위로 이루어진 공동체 내에 존재하는 주민의 욕구, 전체적으로는 인민, 노동자들의 욕구에 따라 상품이 생산되는 원리를 뜻한다. 이 원리는 사회주의 사회에서 상품이 생산되는 기초원리에 해당하며, 자본주의는 이윤생산의 법칙을 채택하고 있다. 카를 마르크스는 사회주의 사회에서의 모든 생산활동의 궁극적 목표는 공동체 내지는 주민들의 욕구에 따른 즉각적인 생산이어야 한다고 주장하면서, 자본주의적 이윤생산은 자본가들이 노동자들을 하나의 '물건'으로 보고, 착취를 통해 자신들의 이윤 극대화를 위해 생산하는 노동 착취를 필연적으로 불러오는 동시에 '과잉생산'을 불러일으켜 이윤율 저하를 나타나게하고 결국 경제 공황 및 불황을 발생시킨다고 주장했다.
위의 내용을 전제로 자본가 개인의 이윤 극대화를 궁극적 목표로 한 생산활동이 카를 마르크스의 이윤율 저하 법칙이 절대적으로 옳다는 근거는 주류 경제학 입장에서 아직 밝혀지지 않았으나, 이윤 극대화를 목표로 한 생산활동이 사회 전체에 꼭 효율적이지 않는다는 것은 주류 경제학에서도 이미 정립된 내용이다. 애초에 이윤 극대화라는 것은 '사회의 이윤', '공익'을 의미하는 것이 아니라 최고 경영자 개인에게 있어서 효율성을 따진다는 개념이기 때문에, 각 경영체에서 이윤 극대화를 위한 생산을 한다고 가정해도 사회 전체적으로는 비효율적일 수도 있기 때문이다. 수정자본주의자였던 케인즈는 마르크스주의에 공감하지 않았지만, 카를 마르크스가 주장한 이윤생산의 문제점에 대해 일부를 공감하여, 무정부적 자본주의를 전제로 한 사회에 대해서 '장기적으로 볼 때는 우리는 모두 죽는다.'고 표현한 것이다.
자본주의자들은 생산활동이 필요생산의 법칙을 따른 상태에서 진행되면 필연적으로 필수생산품의 부족 또는 과잉수요에 시달린다고 보았다. 결과적으로 이러한 현상은 계획 경제를 받아들였던 소련, 1960년대의 중국에서 나타나기도 했다. 오늘날의 사회주의자들은 '필요생산'을 정확하게 구현하기 위해서 정보화 시스템(사이버신 계획과 같은)과 '행정제도의 개혁을 통한 물리적 필요생산 정도 측정'이라는 방법을 구상하고 있다.

## 같이 보기
- 사용가치
- 사회주의
- 자본주의
- 생산양식
- 생산수단의 사회화